# تيم سيباستيان
تيم سيباستيان (بالإنجليزية: Tim Sebastian)‏ (13 مارس 1952، لندن في المملكة المتحدة)؛ مقدم تلفزيوني، مؤلف، كاتب، صحفي وروائي بريطاني.
يقدم الآن برنامج «كونفليكت زون» (ساحة الصراع) في قناة دويتشه فيله.

## روابط خارجية
- تيم سيباستيان على موقع IMDb (الإنجليزية)